# Papilio antonio
Papilio antonio là một loài bướm thuộc họ Papilionidae. Nó là loài đặc hữu của Philippines.
Sải cánh dài 90–110 mm.

### Phụ loài
Loài này có 2 phụ loài là:
- Papilio antonio negrosiana (Basilan, Leyte and Mindanao)
- Papilio noblei antonia (Southern Negros)